# Stanek (województwo podlaskie)
Stanek – osada leśna w Polsce, położona w województwie podlaskim, w powiecie białostockim, w gminie Michałowo.  Folwark Stanek i Sokole tworzą obecnie jedną miejscowość. 
W latach 1975–1998 miejscowość administracyjnie należała do województwa białostockiego.

## Historia

### Folwark Stanek
Stanek został założony w drugiej połowie XIX wieku i stanowił składową część kompleksów dóbr gródeckich i należał od końca XV wieku do 1660 r. do Chodkiewiczów. 
Następnie był w posiadaniu Mniszków, a w ostatnim ćwierćwieczu XVIII wieku - Potockich i Radziwiłłów. Z kolei w pierwszej połowie XIX wieku dobrami Gródka zarządzali Demlińscy, a po 1831 r. Sapiehowie. 

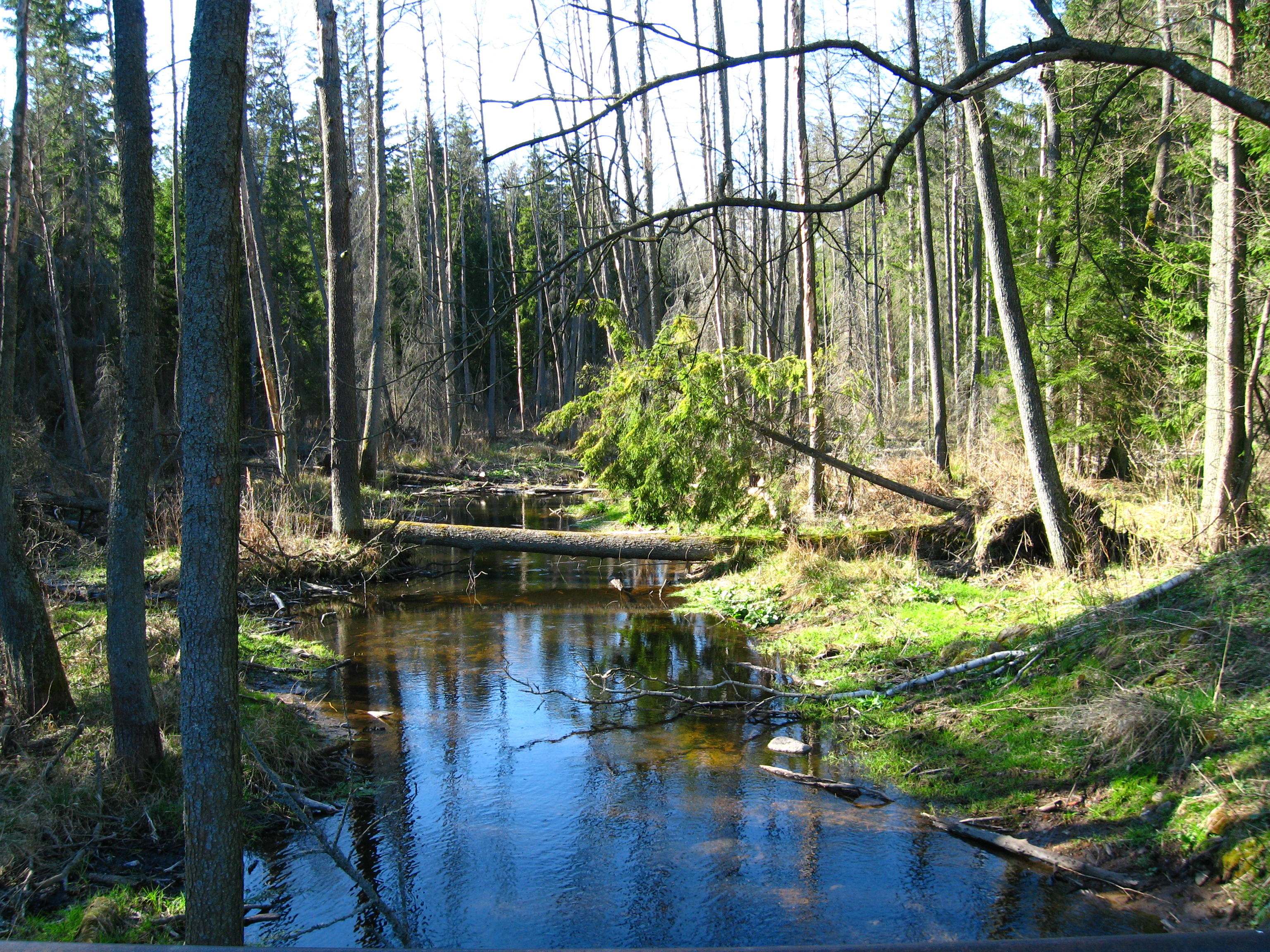
Rzeka Świnobródka

Dnia 19 maja 1863 r. księżna Ludwika z Sapiehów sprzedała Gródek i Waliły Albertowi Rrachfogelowi, radcy sądowemu, obywatelowi pruskiemu, który z kolei 20 października 1865 r. odsprzedał wydzieloną z dóbr gródeckich część składającą się z sześciu oddzielnych kawałków ziemi, 89 dziesięcin i 1727 sążni, tj. około 110 ha stanowiących dobra Stanek, Marii Wilhelm i Teodorowi Millerowi. Od Marii Wilhelm i Teodora Millera dobra te 8 lipca 1892 r. nabyła Eugenia Hasbach, żona fabrykanta dojlidzkiego – Aleksandra Hasbacha. 
Po 1892 r. w części rezydencyjno-ogrodowej wzniesiono pałac, nazwany „zamkiem”. Budowla ta była podobna do pałacu dojlidzkiego Hasbachów w Białymstoku. Pałac był otoczony parkiem. Osiowość usytuowania pałacu to regularny układ dróg, kwater sadu, nasadzeń, szpalerów i alei. Nawiązywał do barokowych ogrodów kwaterowych – francuskich. Założenia w tym stylu przetrwały aż do 1915 roku.
W połowie sierpnia 1915 r. Hasbachowie przenieśli się w głąb Rosji.
Około 20 sierpnia tego samego roku, posuwająca się traktem z Zabłudowa w kierunku Gródka, kolumna wojsk niemieckich w Stanku natrafiła na silną rubież obronną wojsk rosyjskich. Do zlikwidowania tej rubieży Niemcy użyli artylerii. W wyniku tych walk pałac uległ całkowitemu zniszczeniu.
Po trzech latach tułaczki po Rosji, Hasbachowie powrócili do Białegostoku.
W Stanku w latach dwudziestych XX wieku wznieśli oni drewniany dom leśniczego, w którym kilka pokoi przeznaczyli dla własnych potrzeb, a w pozostałej części - dla administracji prywatnych właścicieli lasów. W parku wówczas urządzono kolistą, betonową fontannę.
W 1922 r. folwark Stanek posiadał 3058 ha powierzchni, pokrytej głównie lasami. W okresie dwudziestolecia międzywojennego Hasbachowie sprzedali najprawdopodobniej 2508,67 ha lasów.
W okresie II wojny światowej wszystkie budynki w Stanku strawił ogień.

### Leśniczówka

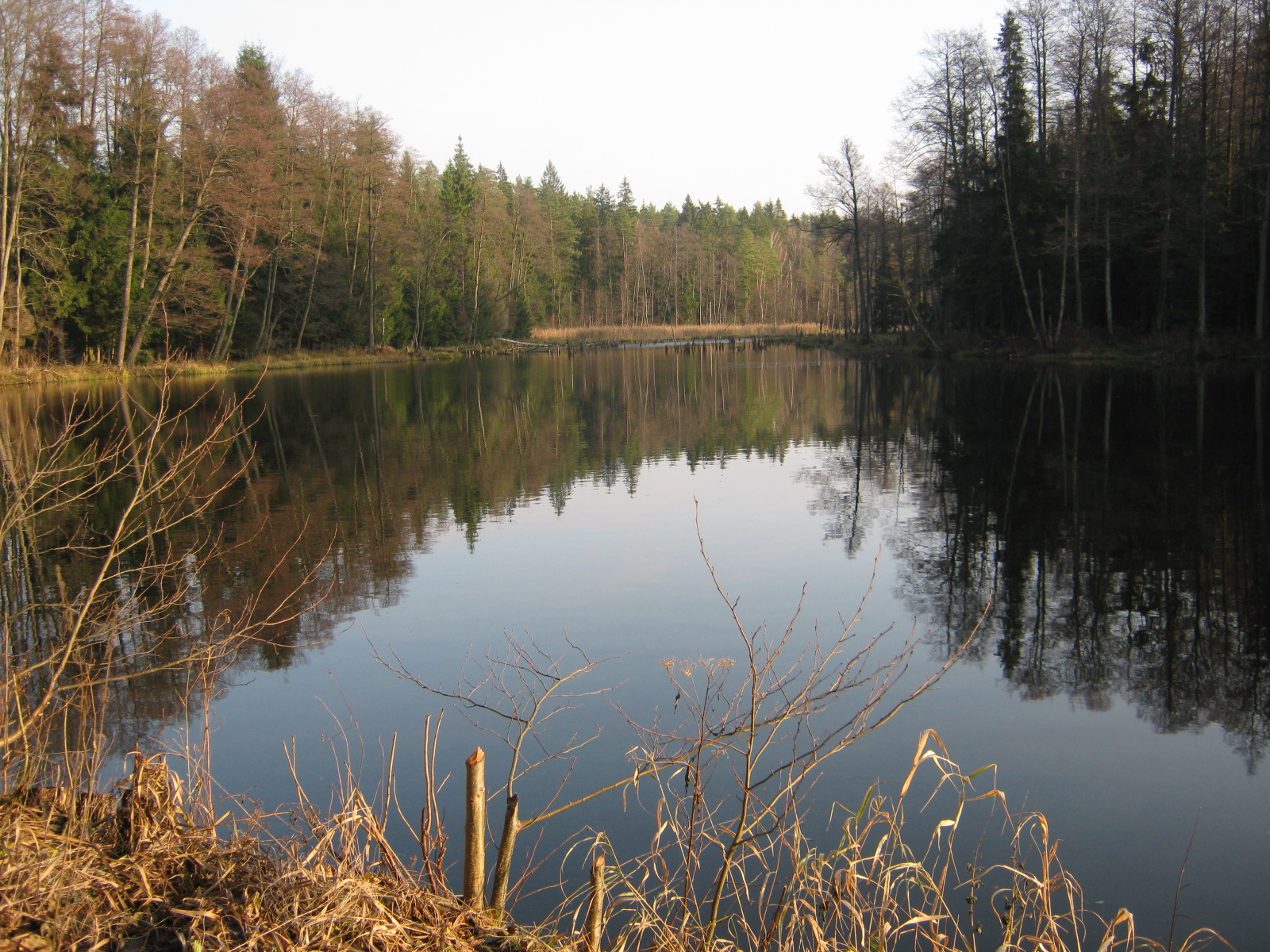
Staw na rzece Świnobródce w Stanku

Po wyzwoleniu, zgodnie z dekretem o reformie rolnej z 6 września 1944 r., folwark o powierzchni 549,33 ha w całości przekazano Nadleśnictwu Żednia. Dla potrzeb leśnictwa w 1945 r. do Stanku przeniesiono drewniany dwór Hasbachów z Izbiska. W budynku tym mieszkały rodziny leśniczych i gajowych między innymi: Krepskich, Sidorowiczów, Masnych i Pawelczuków.
Właściciel, Nadleśnictwo Żednia, nie remontował leśniczówki, która uległa dewastacji i została rozebrana.
W Stanku, na rzece Świnobródka, Nadleśnictwo Żednia zbudowało tamę i powstał staw, w którym zatapiano drewno w celu jego konserwacji.
Przez Stanek przebiega trakt: Bielsk - Zabłudów - Gródek - Grodno, którym podróżowano już w XVI wieku. Obecnie jest to odcinek drogi powiatowej od Żedni do Stanku, zwana przez mieszkańców wsi Sokole „Stankowskim Gościńcem” o długości 3,28 km.

## Nazwa „Stanek”
Nazwa „Stanek” utrwalona została od funkcji polany odnoszącej się również do sytuacji XVI wieku.
Miejsce, gdzie usytuowane były tzw. stany, czyli stajnie chodkiewiczowskie.
Tu odstawiano konie na popasy na śródleśnych łąkach nad Swinobródką.
Takie „stany”, znane z innych okolicznych puszcz hospodarskich, służyły monarchom i leśniczym do polowań.

## Turystyka
Przez Stanek przechodzi Szlak Wzgórz Świętojańskich zwany również Szlakiem Świętojańskim. Pieszy szlak turystyczny po Parku Krajobrazowym Puszczy Knyszyńskiej przecina gminy: Michałowo, Gródek i Supraśl. Trasa szlaku: Sokole - Stanek - Świnobród - Downiewo - Królowy Most - wzdłuż rzeki Płoski - Wzgórza Świętojańskie - Cieliczanka - Supraśl. Długość szlaku wynosi 27 km i jest oznakowany kolorem czerwonym.